# Бајкини
Бајкини (итал. Baichini) је насељено место у саставу општине Вижинада у Истарској жупанији, Хрватска. До територијалне реорганизације у Хрватској налазили су се у саставу старе општине Пореч.

## Становништво
Према последњем попису становништва из 2011. године у насељу Бајкини живело је 38 становника.
| година пописа  | 1857 | 1869 | 1880 | 1890 | 1900 | 1910 | 1921 | 1931 | 1948 | 1953 | 1961 | 1971 | 1981 | 1991 | 2001 | 2011 |
| бр. становника | 0    | 0    | 37   | 22   | 90   | 98   | 0    | 0    | 113  | 95   | 94   | 59   | 57   | 47   | 47   | 38   |

Напомена:У пописима 1857. 1869. 1921. и 1931. подаци су садржани у насељу Вижинада, као и део података у 1880. и 1890. У 1890. и 1900. исказано као део насеља.